# مایکل استرادا
مایکل استرادا (اسپانیایی: Michael Estrada‎؛ زادهٔ ۷ آوریل ۱۹۹۶) بازیکن فوتبال اهل اکوادور است.
او همچنین در تیم ملی فوتبال اکوادور بازی کرده‌است.